# NGC 5125
NGC 5125 é uma galáxia espiral (Sb) localizada na direcção da constelação de Virgo. Possui uma declinação de +09° 42' 37" e uma ascensão recta de 13 horas, 24 minutos e 00,7 segundos.
A galáxia NGC 5125 foi descoberta em 18 de Janeiro de 1828 por John Herschel.